# Андра
Андра је унисекс име, настало из грчког језика и означава снажну, храбру, мужевну особу, чак и када је намењено девојчицама. Као женско име користи се у Енглеској и Немачкој као варијанта имена Андреј. Као мушко (у Шкотској), то је варијанта имена . У Србији, ово је изведено име од имена Андреј.

## Популарност
На енглеском говорном подручју се користи од 20. века и у САД је било међу првих 1.000 имена око 1945, 1960. и 1970. године, као женско, а као мушко је било међу првих 1.000 шестдесетих година двадесетог века.

## Имендани
У Естонији се слави један имендан 19. априла, а у Литванији два: 1. и 27. фебруара.